# Modes propis
Dins del camp de l'Acústica ondulatòria, rep el nom de modes propis aquelles ones estacionàries generades a l'interior d'un determinat espai, per exemple una sala o habitació. Aquest tipus d'interferències, ja siguin constructives (suma) o destructives (cancel·lació), vénen donades per la interacció entre les ones incidents i reflectides dins del recinte.
Així mateix, cada mode propi està associat a una freqüència (denominada freqüència pròpia) i nivell de pressió sonora específics en funció del punt a considerar, de manera que si la distància entre dues parets paral·leles dins d'una sala és igual a la longitud d'ona d'una determinada freqüència, podrem dir que aquesta ona és un mode propi i que, per tant, romandrà estacionària reflectint-se entre les dues superfícies paral·leles, perdent gradualment energia acústica.
Aquesta classe d'ones estacionàries suposen un important problema a tenir en compte, especialment en recintes destinats a l'ús de la paraula i del so en general (salons de conferència, sales de concerts, estudis d'enregistrament musical, sales de cinema...) on poden arribar a ocasionar una notable pèrdua en la intel·ligibilitat de la paraula i en la qualitat acústica del recinte.
Malgrat que l'existència dels modes propis és inevitable, aquests poden ser distribuïts de manera uniforme al llarg de tot l'espectre de freqüències audibles de manera que no suposin una deficiència en l'escolta. Per a això és necessari seleccionar una relació adequada entre les dimensions de la sala o recinte en qüestió amb el fi d'evitar la concentració d'energia en bandes estretes de freqüències, és a dir, la coloració excessiva del so.
Exemple:
Suposem una sala tancada, formada per superfícies no absorbents paral·leles entre si, que posseeix en el seu interior una font omnidireccional emissora de música (Recordem que aquesta es compon a base de tons periòdics complexos). Les ones sonores seran reflectides en les parets, el sòl i el sostre, de manera que tota aquella freqüència amb una longitud d'ona igual a la distància del recorregut efectuat entre una superfície i la seva paral·lela passarà a convertir-se en una ona estacionària que, en entrar en fase amb les quals estan sent emeses, se sumarà provocant un augment de nivell en aquesta freqüència específica i donant lloc a la coloració de la sala.
A més a més, cada múltiple d'aquesta freqüència (Harmònic) serà al seu torn una nova ona estacionària, per tant es generarà un nou mode propi associat a aquest.

## Classificació dels Modes propis
Tenint en compte la forma en la qual les ones estacionàries són generades, podem distingir entre:

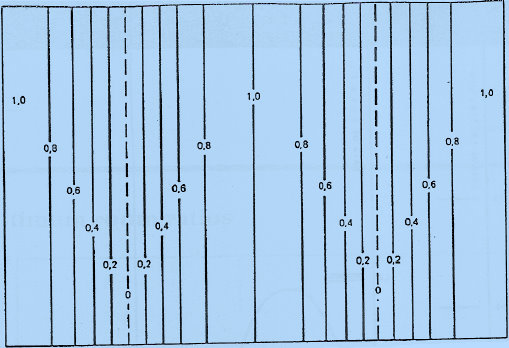
Mode Axial (2,0,0).

### Mode Axial
Aquell format com a resultat d'una ona estacionària fluctuant entre dues superfícies.El front d'ona es propaga segons els tres eixos del recinte (dues parets, nuls dos cosinus directors), és a dir, tenen el seu origen en cadascun dels plans limitants (nx, 0, 0); (0, ny, 0) i (0, 0, nz).

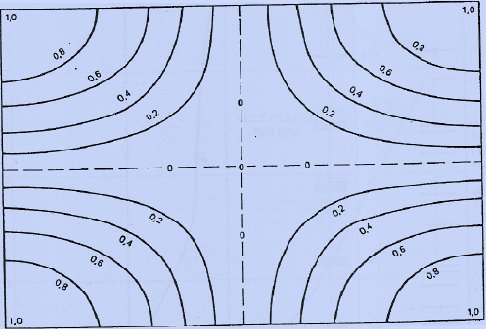
Mode Tangencial (1,1,0).

### Mode Tangencial
Aquell format com a resultat de la reflexió d'una ona estacionària entre quatre superfícies.El front d'ona es propaga paral·lelament a una aresta (quatre parets, amb un cosinus director nul), és a dir, tenen el seu origen en cadascuna de les tres arestes (nx, ny, 0); (nx,0, nz) i (0, ny, nz).

### Mode Oblic
Aquell format com a resultat de la reflexió d'una ona estacionària entre sis superfícies.El front d'ona es propaga en forma obliqua als tres parells de parets,(sis parets, cap dels cosinus directors és nul), és a dir, que tenen el seu origen en cadascun dels vèrtexs del recinte (nx, ny, nz).

## Càlcul de Modes propis
Les freqüències pròpies (associades a aquestes maneres) no vénen donades de manera aleatòria sinó que depenen de la geometria i les dimensions del recinte a tractar, de manera que la seva determinació requereix mètodes molt complexos de simulació i càlcul acústic. No obstant això, existeix un cas concret en el qual el càlcul de modes propis no comporta una gran complicació, i és quan es tracta d'un recinte paral·lelepípede compost per superfícies totalment reflectores. És aquí on podem emprar l'anomenada Fórmula de Rayleigh.
Fórmula de Rayleigh:
| Símbol                                | Nom                                                     | Unitat |
| ------------------------------------- | ------------------------------------------------------- | ------ |
| {\displaystyle f_{n_{a},n_{l},n_{h}}} |                                                         | Hz     |
| {\displaystyle n_{a},\ n_{l},\ n_{h}} | Valors sencers en funció del mode propi (0, 1, 2, 3...) |        |
| {\displaystyle a,\ l,\ h}             | Dimensions de la sala                                   | m      |
| {\displaystyle c}                     | Velocitat del so                                        | m / s  |

Conseqüentment, cada possible combinació de valors Na, Nl, Nh donarà lloc a una freqüència i manera pròpia associada específics.
Per exemple, la combinació {\displaystyle Na=0}, {\displaystyle Nl=2}, {\displaystyle Nh=1}, dona lloc al mode propi 0, 2, 1.

## Freqüència límit
És important tenir en compte que la densitat de modes propis dins d'un espai augmenta en mesura que ho fa la freqüència. I per consegüent, a partir d'una determinada freqüència, la concentració de modes és tal que equival a l'absència d'aquests, la qual cosa implica que desapareix la coloració acústica de la sala atès que deixen d'existir cúmuls discrets d'energia.
Per a trobar la freqüència límit recorrem a la següent fórmula:
| Símbol                   | Nom                                                | Unitat |
| ------------------------ | -------------------------------------------------- | ------ |
| {\displaystyle f_{max}}  |                                                    | Hz     |
| {\displaystyle RT_{mid}} | Temps de reverberació mitjà (entre 500 Hz i 1 KHZ) | s      |
| {\displaystyle V}        | Volum de la sala                                   | m³     |

D'aquesta expressió es dedueix que la incidència dels modes propis en una determinada sala o recinte és inversament proporcional a les dimensions d'aquest, és a dir, per a sales més petites (i per tant menor volum) l'efecte serà major que amb sales més grans i major volum, on aquests a penes seran apreciables. No obstant això, en la gran majoria dels casos, les freqüències pròpies que majors problemes causen solen situar-se per sota dels 300 Hz.

## Anàlisi d'Espectre

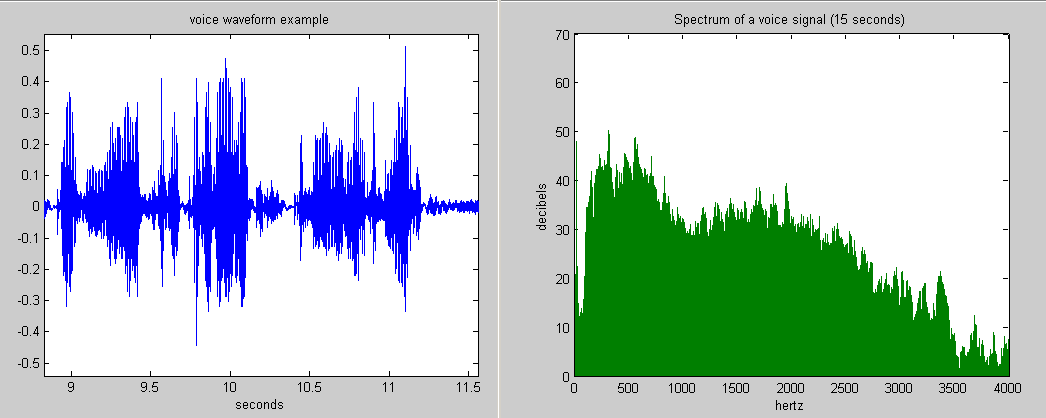
Exemple d'ona vocal i el seu espectre de freqüència.

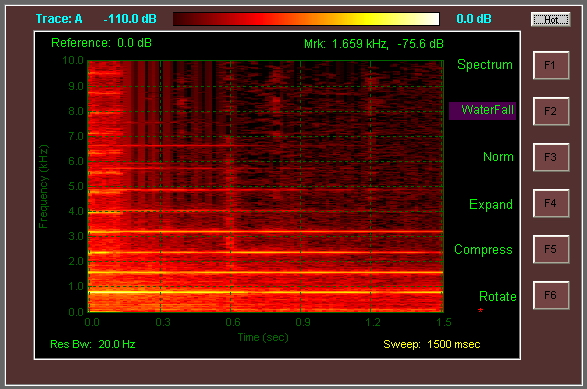
Espectrograma acústic de la nota Sol "G" (piano). En aquest espectrograma l'eix vertical representa la freqüència lineal des de 0 fins a 10 kHz. L'eix horitzontal reflecteix el temps en un interval de 1'5 segons. Generat amb Fatpigdog's PC basat en analitzador d'espectre FFT en temps real. Prem a baix per a escoltar la nota musical.

L'anàlisi d'espectre és el procés tècnic mitjançant el qual podem descompondre un senyal complex en parts més simples. Concretament, en el camp de l'acústica, l'espectre sonor suposa un dels determinants del timbre i la qualitat d'un determinat so o nota musical.
A l'hora de tractar els possibles modes propis que es trobin dins d'un recinte, hem de realitzar prèviament una anàlisi de l'espectre de la sala amb la finalitat d'identificar la freqüència o freqüències exactes en les quals es troben i, d'aquesta manera, poder actuar posteriorment sobre ells mitjançant sistemes d'aïllament i condicionament acústic.
Per a això emprem el que es coneix com un analitzador d'espectre. L'analitzador d'espectre és un instrument utilitzat per a convertir l'ona sonora d'una determinada nota musical o so en un diagrama visual de les freqüències que el constitueixen. A aquest referent visual se'l coneix com a Espectrograma acústic. A més de revelar la freqüència fonamental de la qual es compon una nota musical, l'analitzador d'espectre també pot reflectir una altra classe de paràmetres com l'atac, la caiguda, el sostingut o la cua d'aquesta nota. Actualment, podem trobar multitud de programes informàtics analitzadors d'espectre de baix cost i fàcil accés, no sols per als professionals de la indústria, si no també per a finalitats acadèmiques.